# Orlovača (jama)
Orlovača, jama kod Kotlenica, zamosorskog sela kod Dugopolja. Evidentirano je grobište Komisije za utvrđivanje ratnih i poratnih žrtava Drugog svjetskog rata i poraća.